# ロニダゾール
ロニダゾール（英：Ronidazole）は、黒頭病や豚赤痢、全ての飼育鳥類およびハトにおけるTrichomonas gallinae、ヘキサミタ症、ジアルジア、Cochlosomaの治療のために獣医学で使用される抗原虫薬である 。ネコにおけるTritrichomonas foetus感染症の治療や、ヒトにおけるクロストリジウム・ディフィシル腸炎の治療にも使用される可能性がある。